# Chris Gauthier
Christopher Gauthier (Luton, 27 de janeiro de 1976 – 23 de fevereiro de 2024) foi um ator canadense nascido na Inglaterra.
Foi casado, teve dois filhos e residia em Vancouver, no Canadá.
Teve um papel recorrente na série Eureka, como Café Diem. Em 2009, apareceu na série da CBS, Harper's Island como Malcolm Ross. Entre 2012 e 2018, interpretou William Smee, em Once Upon a Time.

## Filmografia
- School of Life (2003) ... Treinador Vern Cote
- Earthsea (2005) ... Vetch
- Dead Like Me (2004) ... Michael (1 episódio)
- Stargate Atlantis (2005) ... Mattas
- The Foursome (2006) ... Donnie Spencer
- Need For Speed: Carbon (2006) ... Neville
- Kyle XY ... Rupert
- The Butterfly Effect 2 (2006) ... Ted
- Reaper (1 episódio)
- Supernatural (2006 e 2008) ... Ronald Reznick
- Stargate: The Ark of Truth (2008) ... Hertis
- Smallville (2004 e 2009) ... Técnico LuthorCorp
- Watchmen (2009) ... Seymour
- Harper's Island (2009) ... Malcolm Ross
- Eureka (2006-2009) ... Vincent
- Level Up (2012) ... Sir Guy
- Once Upon A Time (2012 a 2018) ... William Smee
- A Series of Unfortunate Events (2017 a 2019) ... Phil

## Morte
Gauthier morreu no dia 23 de fevereiro de 2024, aos 48 anos.